# Tramwaje w Troyes
Tramwaje w Troyes − zlikwidowany system komunikacji tramwajowej we francuskim mieście Troyes, działający w latach 1899−1950.

## Historia
14 sierpnia 1898 przyznano prawo do eksploatacji tramwajów elektrycznych spółce Compagnie des Tramways de Troyes. Pierwsze tramwaje elektryczne w Troyes ruszyły 25 września 1899 na trasie do Pont Hubert. 30 września otwarto trasę do Croncels. Tramwaje kursowały po trasach o rozstawie szyn wynoszącym 1000 mm. Sieć składała się z dwóch linii:
- Sainte-Savine - Pont Hubert
- Croncels - Preize

12 października otwarto trasę do Cimetière. Do obsługi sieci zakupiono 20 wagonów silnikowych i 7 wagonów doczepnych. Łącznie sieć tramwajowa składała się z 12 km tras. W kwietniu 1920 rozpoczął się strajk pracowników spółki, który trwał 15 miesięcy. 7 listopada 1932 linię tramwajową do Preize zastąpiono autobusami. 6 czerwca 1937 zlikwidowano linię Sainte-Savine − Croncels. Linię do końcówki Cimetière zlikwidowano 13 listopada 1939. Ostatnią linię tramwajową Pont Hubert - Croncels zlikwidowano 1 marca 1950. 